# Жуан ду Амарал Франку
Жуан Мануел Антоніу ду Амарал Франку (порт. João Manuel Antonio do Amaral Franco; 25 червня 1921 — 8 травня 2009) — португальський ботанік, професор ботаніки, «патріарх португальської ботаніки».

## Біографія
Жуан Мануел Антоніу ду Амарал Франку народився в Сантош-у-Велью 25 червня 1921 року.
Він був професором ботаніки в Лісабонському технічному університету. У перший період своєї наукової діяльності (з 1940 по 1950) Франку займався систематикою рослин, в основному дендрологічними дослідженнями хвойних порід рослин; в цей період він почав свою довгу наукову кар'єру викладача.
Жуан Мануел Антоніу ду Амарал помер в Лісабоні 8 травня 2009 року у віці 87 років.

## Наукова діяльність
Жуан Мануел Антоніу ду Амарал Франку спеціалізувався на папоротеподібних і насінних рослин.

## Деякі публікації
- Franco, JAF. 1950.  Cedrus libanensis et Pseudotsuga menziesii . Boletim da Sociedade Broteriana, sér. 2, 24: 73-76.